# Duguetia dilabens
Duguetia dilabens este o specie de plante angiosperme din genul Duguetia, familia Annonaceae, descrisă de Laurentius 'Lars' Willem Chatrou și Repetur. Conform Catalogue of Life specia Duguetia dilabens nu are subspecii cunoscute.